# Xã Grant, Quận Harrison, Missouri
Xã Grant (tiếng Anh: Grant Township) là một xã thuộc quận Harrison, tiểu bang Missouri, Hoa Kỳ. Năm 2010, dân số của xã này là 459 người.
Xã Grant được thành lập vào năm 1845, và được đặt tên theo gia tộc Grant, là những người đầu tiên tới đây.